# Планета сокровищ
«Плане́та сокро́вищ» (англ. Treasure Planet) — американский полнометражный анимационный фильм режиссёров Рона Клементса и Джона Маскера, выпущенный в 2002 году. Экранизация романа Роберта Льюиса Стивенсона «Остров сокровищ» (1883), снятая в стиле аэропанк. 43-й полнометражный мультфильм, созданный студией Walt Disney Feature Animation.

## Сюжет
Мультфильм начинается с легенды о вымышленной Планете сокровищ, которую создал известный капитан Натаниэль Флинт, грабивший корабли с грузом солнечных кристаллов. Он запомнился тем, что мог напасть из ниоткуда и исчезнуть бесследно. Он спрятал сокровища, именуемые «богатством тысячи миров», на планете. Эта легенда — одна из любимых историй мальчика Джима, его не покидают мечты о том, чтобы найти Планету сокровищ.
Спустя 12 лет Джим мечтает о космосе и полётах, но это приводит к арестам за незаконные полёты и ссорам с матерью, работающей в трактире. После очередного спора между Джимом и матерью мальчик становится свидетелем крушения звездолёта и спасает смертельно раненого пирата-пришельца Билли Бонса. Последний отдаёт ему сундук на кодовом замке и предупреждает о некоем киборге. В сундуке оказывается круглый свёрток, в который завёрнут шар.
Через полминуты на гостиницу совершают налёт пираты. У героев получается спастись, но трактир сгорает. В доме у доктора Дэлберта Доплера Джиму удаётся открыть шар, перед ними предстаёт голографическая карта Вселенной, показывающая путь к Планете сокровищ. Джим с Доплером уговаривают миссис Хокинс, чтобы она отпустила их на поиски. В конце концов Доплер снаряжает экспедицию.
Прибыв на космопорт, Джим и доктор Доплер находят корабль «Наследие Стивенсона», где знакомятся с капитаном, инопланетянкой Амелией Смоллетт и старпомом мистером Эрроу. Амелия даёт понять, что она не в восторге от команды и что на корабле каждый должен вносить вклад в работу. Джима Амелия приставляет к коку — киборгу Джону Сильверу. При первой встрече он вызывает у Джима подозрения, но они развеиваются, а питомец кока, желеобразный пришелец Морф (он умеет превращаться в кого угодно), становится другом Джима.
Внезапно корабль сближается со звездой, превращающейся в сверхновую, а затем в чёрную дыру, что грозит гибелью команде. Пока экипаж делает всё для спасения, капитан приказывает Джиму закрепить тросы, но один из пиратов перерезает клешнёй трос мистера Эрроу. Тот исчезает в чёрной дыре. Все, кроме Доплера и Сильвера, обвиняют Джима. Пытаясь взбодрить его, Сильвер произносит речь, в которой пророчит юноше великое будущее, выражая поддержку, чем завоевывает большее доверие Джима, но опасается, как воспримут подобную близость остальные члены команды.
На следующий день Джим с Морфом слышат разговор экипажа. Он понимает, что вся команда — пираты, а Сильвер — их предводитель, и сообщает об этом капитану. Джим, Доплер, Амелия и Морф бегут с корабля и добираются до Планеты сокровищ, где Джим встречает робота по имени Б. Э. Н. (что значит «биоэлектронный навигатор») — бывшего штурмана капитана Флинта. Он помогает им, но хитрый Сильвер с командой захватывают в плен раненую Амелию и доктора Доплера, с помощью шантажа вынуждая Джима показать им путь к сокровищам.
Пираты находят сокровища, но случайно активируют ловушку Флинта, после чего планета, начинённая взрывчаткой, начинает взрываться. Джим едва не погибает, но Сильвер в последний момент решает спасти юношу, бросив сокровища. В итоге всем удаётся спастись благодаря Джиму, активировавшему портал. Амелия и Доплер хвалят Джима, Б. Э. Н. от счастья рыдает, а Сильвер с Морфом пробираются к шлюпке, чтобы удрать. Джим застаёт их, но отпускает.
Киборг предлагает присоединиться к ним, но Джим объясняет, что пират научил его идти своим курсом, а не плыть по течению. Тогда Сильвер оставляет своему другу Морфа и несколько сокровищ на восстановление гостиницы, после чего улетает. Спустя некоторое время гостиница перестроена и даже обновлена. На эту вечеринку приходят молодожёны Доплер и Амелия с четырьмя детьми, Б. Э. Н., который переквалифицировался в повара, и Джим, курсант Академии королевского звёздного флота.

## Персонажи и исполнители
Здесь перечислены персонажи из этого мультфильма и персонажи «Острова сокровищ», на основе которых они созданы.
| Персонаж                | Исполнитель в оригинале                                     | Прототип(ы)                                                                                  |
| ----------------------- | ----------------------------------------------------------- | -------------------------------------------------------------------------------------------- |
| Мистер Эрроу            | Роско Ли Браун                                              | - Штурман Сэмюел Эрроу из оригинальной книги                                                 |
| Онус                    | Кори Бёртон                                                 |                                                                                              |
| Морф                    | Дэйн Дэвис                                                  | - Попугай Джона Сильвера из оригинальной книги - Капитан Флинт оттуда же - Попугаи           |
| Джим Плеядус Хокинс     | Джозеф Гордон-Левитт (речь) / Джон Резник (вокал за кадром) | - Джим Хокинс из оригинальной книги - Джеймс Дин                                             |
| Рассказчик              | Тони Джей                                                   | Роберт Льюис Стивенсон                                                                       |
| Джим в детстве          | Остин Мэйджорс                                              |                                                                                              |
| Билли Боунз             | Патрик Макгуэн                                              | - Соответствующий персонаж из оригинальной книги                                             |
| Мистер Хэндс            | Майкл Макшейн                                               | - Израэль Хэндс оттуда же                                                                    |
| Сара Плеядус Хокинс     | Лори Меткалф                                                | - Миссис Хокинс                                                                              |
| Джон Сильвер (киборг)   | Брайан Мюррей                                               | - Уоллес Бири - Долговязый Джон Сильвер из оригинальной книги                                |
| Доктор Дэлберт Доплер   | Дэвид Хайд Пирс                                             | - Кристиан Доплер - Доктор Дэвид Ливси из оригинальной книги - Сквайр Джон Трелони оттуда же |
| Б. Э. Н. (робот)        | Мартин Шорт                                                 | - Бенджамин «Бен» Ганн                                                                       |
| Капитан Амелия Смоллетт | Эмма Томпсон                                                | - Капитан Александр Смоллетт                                                                 |
| Мистер Скруп            | Майкл Уинкотт                                               | - Джоб Эндерсон                                                                              |
| Капитан Натаниэль Флинт | Питер Каллен                                                | - Капитан Джон Джозеф Флинт                                                                  |

## Производство

### Разработка
На создание «Планеты сокровищ» ушло примерно четыре с половиной года, но концепция «Планеты сокровищ» (которая в то время называлась «Остров сокровищ в космосе») была первоначально представлена Роном Клементсом в 1985 году на встрече «Gong Show», когда он и Джон Маскер также представил «Русалочку». Подача была отклонена Майклом Эйснером, который знал, что Paramount Pictures разрабатывает продолжение «Звёздного пути» с углом обзора «Остров сокровищ» (который в конечном итоге так и не был снят). Идея была снова выдвинута в 1989 году после выхода «Русалочки», но студия по-прежнему не проявляла интереса. После выхода «Аладдина» эта идея была представлена в третий раз, но Джеффри Катценберг, который в то время был главой студии Уолта Диснея, «просто не интересовался» этой идеей. Возмущённые отказом, Клементс и Маскер обратились к председателю Feature Animation Рою Э. Диснею, который поддержал создателей фильма и сообщил о своих пожеланиях Эйснеру, который, в свою очередь, согласился с тем, что студия должна продюсировать мультфильм. В 1995 году их контракт был пересмотрен, чтобы позволить им начать разработку «Планеты сокровищ» после завершения работы над «Геркулесом».
Поскольку Маскер и Клементс хотели иметь возможность перемещать «камеру так же, как Стивен Спилберг или Джеймс Кэмерон», задержка производства была выгодна, поскольку «технология успела развиться с точки зрения реального перемещения камеры». Основная анимация фильма началась в 2000 году, над ней работало около 350 членов съёмочной группы. В 2002 году Рой Конли подсчитал, что в титрах экрана было около 1027 членов съёмочной группы, а также «около четырёхсот художников и компьютерных художников, около ста пятидесяти музыкантов и еще двухсот технологов». По словам Конли, Клементс хотел создать космический мир, который был бы «тёплым и в нём было больше жизни, чем вы обычно представляете в научно-фантастическом фильме», в отличие от «нержавеющей стали, синего дыма, исходящего из недр тяжело нагруженных труб» трактовки научной фантастики. Чтобы сделать фильм «весёлым» за счёт более захватывающих боевых сцен и потому, что создатели считали, что скафандры и шлемы персонажей «погубят всю романтику», съёмочная группа создала концепцию «Эфириум», «космическое пространство, наполненное атмосферой», а персонажи носят одежду 18-го века, как и в оригинальном «Острове сокровищ».
В конце производства фильма было внесено несколько изменений. В прологе фильма изначально фигурировал взрослый Джим Хокинс, рассказывающий историю капитана Флинта от первого лица, но съёмочная группа сочла такой пролог слишком «мрачным» и посчитала, что в нём не хватает вовлечённости персонажа. Съёмочная группа также планировала включить в фильм эпизод, показывающий, как Джим работает над своим солнечным сёрфером и взаимодействует с инопланетным ребёнком, что должно было показать более чувствительную сторону Джима и послужить оммажем роману «Над пропастью во ржи». Из-за намерения начать фильм со сцены, где Джим занимается сёрфингом на солнечной энергии, этот эпизод пришлось вырезать.

### Кастинг
Директор по кастингу Рут Ламберт провела серию кастингов для фильма в Нью-Йорке, Лос-Анджелесе и Лондоне, но у съёмочной группы уже были на примете несколько актёров на роль двух главных персонажей. Персонаж доктора Доплера был написан с мыслью о Дэвиде Хайде Пирсе, и Пирсу была передана копия сценария «Планеты сокровищ» вместе с предварительными набросками персонажа и сценическими элементами фильма, когда он работал над фильмом Pixar «Приключения Флика» (1998). Он заявил, что «сценарий был фантастическим, внешний вид был настолько неотразимым», что он согласился на роль. Джефф Голдблюм и Хью Грант также рассматривались до того, как Пирс получил роль. Точно так же персонаж капитана Амелии был разработан с идеей, что Эмма Томпсон будет озвучивать её. «Мы предложили ей это, и она была очень взволнована», — сказал Клементс. Маскер сказал: «Это первый приключенческий персонаж, которого Эмма когда-либо играла, и она была беременна во время нескольких сеансов». Изначально не предполагалось актеров для персонажей Джона Сильвера и Джима Хокинса; Брайан Мюррей (Джон Сильвер) и Джозеф Гордон-Левитт (Джим Хокинс) были подписаны после нескольких месяцев прослушиваний. Гордон-Левитт заявил, что его привлекла эта роль, потому что «это анимационный фильм Диснея, а анимационные фильмы Диснея сами по себе относятся к классу», и что для него «невероятно быть частью этой традиции». Маскер упомянул, что Гордон-Левитт «сочетал в себе достаточно уязвимости и ума, а также сочетание юности, но неполноты» и что им понравился его подход. Патрик МакГухан был выбран на роль Билли Боунса по предложению Кори Бертона, который сыграл меньшую роль Онуса в фильме после того, как произвёл на него впечатление для временного трека. Это был последний и посмертный фильм в карьере МакГухана.
Среди известных актёров только Пирс и Шорт имели опыт озвучивания до создания «Планеты сокровищ». Конли объяснил, что они искали «действительно естественный голос актера» и что иногда лучше иметь актёра, не имеющего опыта работы с голосом, поскольку он использует свой естественный голос, а не «воздействует на голос». Сеансы озвучивания в основном проводились без какого-либо взаимодействия с другими актёрами, но Гордон-Левитт выразил желание пообщаться с Мюрреем, потому что ему было трудно разыгрывать большинство сцен между Джимом Хокинсом и Джоном Сильвером в одиночку.

### Дизайн
При разработке дизайна для «Планеты сокровищ» съёмочная группа действовала по правилу, которое они называют «Законом 70/30» (идея, которую арт-директор Энди Гаскилл приписал Рону Клементсу), что означало, что общий вид художественного оформления фильма должен быть на 70 % традиционным и на 30 % научно-фантастическим. Общий вид «Планеты сокровищ» был основан на художественном стиле, продвигаемом иллюстраторами, связанными со Школой иллюстрации Брендивайн (такими, как Говард Пайл и Н. К. Уайет), чьи иллюстрации были описаны съёмочной группой фильма как «классическая иллюстрация сборника рассказов», имеющая живописное ощущение и тёплую цветовую палитру.
В команде было около сорока аниматоров, разделённых на команды; например, шестнадцать аниматоров были назначены Джиму Хокинсу, потому что он чаще всего появлялся на экране, а двенадцать были назначены Джону Сильверу. «Целостность» иллюстрации и личности каждого главного героя фильма обеспечивала команда аниматоров во главе с одним супервайзером. Конли упомянул, что личности супервайзеров повлияли на конечного персонажа, приведя в пример Глена Кина (супервайзера Джона Сильвера), а также Джона Рипа (супервайзера Джима Хокинса) в качестве примеров. Внешний вид, движения и мимика актёров озвучивания также были воплощены в персонажах.
На вопрос, черпали ли они вдохновение в предыдущих экранизациях «Острова сокровищ» для дизайна персонажей, Глен Кин ответил, что ему не нравится смотреть на предыдущие изображения персонажа, потому что это мешало «очистить свой разум от стереотипов», но что он черпал вдохновение для манеры речи Сильвера у актёра Уоллесом Бири, которого он «любил из-за того, как тот говорил краешком рта». Что касается характеристики и дизайна Джима Хокинса, Джон Рипа использовал в качестве референса Джеймса Дина, потому что «было целостное отношение, поза», в которой «вы чувствовали боль и юношескую невинность», и он также сослался на фильм «Храброе сердце», потому что в нём «есть много крупных планов персонажей ... которые переживают свои мыслительные процессы, используя только свои глаза».
Аниматоры также использовали макеты, небольшие статуэтки персонажей фильма, в качестве отсылок на протяжении всего процесса анимации. Скульптор персонажей Кент Мелтон упомянул, что первым фильмом Диснея, в котором использовались макеты, был «Пиноккио» (1940) и что это проложило путь к созданию целого отдела, посвящённого скульптуре персонажей. Кин отметил, что макеты должны быть не просто «как манекен в магазине», а скорее должны быть «чем-то, что говорит вам о личности [персонажа]», и что макеты также помогли вдохновить актёров на то, как они будут изображать свои роли.
Аниматоры взяли Deep Canvas, технологию, которую они изначально разработали для «Тарзана» (1999), и придумали процесс, который они назвали «виртуальными декорациями», в котором они создавали целые 360-градусные декорации, прежде чем приступить к постановке сцен. Они объединили этот процесс с традиционно нарисованными персонажами, чтобы получить «нарисованное изображение с восприятием глубины», и позволили съёмочной группе разместить камеру в любом месте декорации и маневрировать ею так, как они маневрируют камерой в игровом фильме. Чтобы проверить, как сгенерированная компьютером часть тела (в частности, рука киборга Джона Сильвера) будет сочетаться с традиционно анимированным персонажем, съёмочная группа взяла отрывок из фильма «Питер Пэн» (1953) с изображением капитана Крюка и заменила его руку на руку киборга.

### Анимация
Одна из целей фильма заключалась в том, чтобы смешать различные средства анимации в одном фильме и получить настолько идеальный результат, чтобы зритель не смог отличить двухмерный рисунок от руки от компьютерной трёхмерной анимации. В анимации «Планеты сокровищ» есть три основных элемента, которые были необходимы для создания этого фильма. Традиционная 2D-анимация персонажей, которой известен Disney, треёхмерная анимация персонажей и компьютерная или CG-среда.

### Звуковое сопровождение
«Закон 70/30» «70 % традиционного и 30 % научно-фантастического» применялся не только к визуальному оформлению фильма, но также к звуковым эффектам и музыке. Звукорежиссёр Дейн Дэвис упомянул, что он и его команда «рыскали по магазинам для хобби и лавкам старьёвщиков в поисках старинных заводных игрушек и старых вращающихся механизмов», чтобы создать звуковые эффекты для Джона Сильвера, «избежав научно-фантастического звучания». Команда провела некоторые эксперименты со звуком, используемым в диалогах, особенно с роботом Б. Э. Н., но решила сохранить естественный голос Шорта, потому что всё, что они пробовали, «влияло на его комедию» и «последнее, что вы хотите делать в такой истории, этовлиять на игру актёров».
Музыка из фильма носит в основном оркестровый характер, хотя включает два умеренно успешных поп-сингла («I'm Still Here» и «Always Know Where You Are») фронтмена The Goo Goo Dolls Джона Ржезника и британской поп-рок-группы BBMak. Обе песни были написаны и исполнены Джоном Ржезником в фильме, но BBMak записал «Always Know Where You Are» для саундтрека. Музыка была написана Джеймсом Ньютоном Ховардом, который сказал, что она «во многом соответствует замечательным традициям Корнгольда, Темкина и Штайнера». Музыку описывают как смесь современной «классической» музыки в духе Звёздных войн и кельтской музыки. Шотландский скрипач Аласдер Фрейзер считается соавтором трека "Silver Leaves", а также числится солистом в титрах фильма. Walt Disney Records выпустила альбом саундтреков к фильму 19 ноября 2002 года. Джерри Голдсмит также считался автором музыки.

## Критика и отзывы
Фильм имеет рейтинг 70 % на Rotten Tomatoes на основе 147 рецензий. Консенсус критиков сайта гласит: «Хотя его характеристики слабее, чем обычно, „Планета сокровищ“ предлагает быстро развивающееся, красиво оформленное видение космического пространства и великолепное выступление Джозефа Гордона-Левитта».
Стивен Хантер из «The Washington Post» дал мультфильму четыре балла из пяти и заявил, что фильм «может похвастаться чистейшим восторгом Диснея: он объединяет поколения, а не разъединяет их». Лия Розен из «People» отметила, что фильм «имеет воображение, юмор в изобилии и динамичность», а также что «анимация, сочетающая традиционные и цифровые технологии, восхищает». Клавдия Пиг из «USA Today» сказала, что наиболее примечательной особенностью фильма является «хитрый способ сочетания футуристичества и ретро», и далее заявила, что, к сожалению, фильм не обладает «очарованием „Лило и Стич“ и ослепительным мастерством „Унесённых призраками“», но пришла к выводу, что «„Планета сокровищ“ — это качественное увлекательное приключение на праздничный сезон для семейной аудитории». Ким Холлис из «Box Office Prophets» заявила, что «есть много причин, чтобы рекомендовать этот фильм — одни только впечатляющие визуальные эффекты делают „Планету сокровищ“ стоящим просмотра мультфильмом», хотя и выразила разочарование тем, что, по её мнению, персонажи были «не так уж и креативно прорисованы».
Были также многие, кто критиковал фильм. Роджер Эберт из «Чикаго Сан-Таймс» дал ему две с половиной звезды из четырёх, поскольку более традиционный взгляд на историю был бы «более захватывающим» и «менее затейливым». A. О. Скотт из «The New York Times» описал фильм как «не столько акт почтения, сколько неуклюжий и циничный пример пиратства» и далее сказал, что это «вообще не очень-то фильм», а рисовку назвал бездушной. Овен Глейберман из Entertainment Weekly описывал фильм как «обновлённую классику и нулевой импульс».

## Награды
Фильм был номинирован на Оскар за лучшую анимацию, но проиграл её мультфильму «Унесённые призраками». Он также был номинирован — на «Annie» в 7 номинациях и «Golden Reel» в номинации «Лучший звуковой монтаж».